# منتخب النمسا لهوكي الجليد للناشئين
منتخب النمسا لهوكي الجليد للناشئين هو ممثل النمسا الرسمي في المنافسات الدولية في هوكي الجليد للناشئين
.